# Alfredo Sánchez Marroquín
Alfredo Sánchez Marroquín (Xicoténcatl, Tamaulipas, 16 de mayo de 1910 - 2000) fue un químico, investigador, catedrático y académico mexicano. Se especializó en la microbiología, promovió el cultivo y la industrialización del amaranto.

## Estudios y docencia
Realizó sus estudios primarios en su ciudad natal y sus estudios secundarios y preuniversitarios en Ciudad Victoria. Se trasladó a la Ciudad de México para ingresar a la Escuela Nacional de Ciencias Biológicas del Instituto Politécnico Nacional (IPN) donde obtuvo el título de químico, bacteriólogo y parasitólogo. Cursó una maestría microbiología y botánica en la Escuela de Graduados de la Universidad Northwestern en Evanston, Illinois y un doctorado en microbiología en la Universidad Nacional Autónoma de México (UNAM).
Inició sus labores docentes en su alma mater, fue fundador de las clases de botánica criptogámica y ciencias del suelo. Asimismo impartió clases en la Facultad de Química y en la Facultad de Ingeniería de la UNAM, en la Escuela Nacional de Agricultura, en el Colegio de Postgraduados y en el Centro de Investigación y de Estudios Avanzados del Instituto Politécnico Nacional (Cinvestav).

## Investigador y académico
Realizó investigaciones sobre el Amaranthus, para las cuales obtuvo el financiamiento de la Academia Nacional de Ciencias de Estados Unidos y la empresa privada San Miguel de Proyectos Agropecuarios de Huichapan, Hidalgo, de la cual fue director técnico hasta el año de su muerte. Promovió el cultivo y la industrialización del amaranto y el agave.

## Obras publicadas
- Principios de microbiología industrial, en 1961.
- Microbiología agrícola, en 1964.
- Los agaves de México en la industria alimentaria, en 1979.
- Potencialidad agroindustrial del amaranto, en 1980.

## Premios y distinciones
- Premio de Ciencia y Tecnología por el Banco Nacional de México (Banamex) en 1972 y en 1975.
- Premio en Ciencia y Tecnología de Alimentos otorgado por el Consejo Nacional de Ciencia y Tecnología por sus trabajos sobre la proteína unicelular y jarabes de fructuosa.
- Diploma al Mérito Microbiológico otorgado por el gobierno de Francia en 1989 durante el marco del centenario del Instituto Pasteur.
- Premio Nacional de Ciencias y Artes en el área de Tecnología y Diseño otorgado por la Secretaría de Educación Pública en 1995.

Por otra parte, en su honor se instituyó en 1994 la Cátedra “Alfredo Sánchez Marroquín” en la Universidad Autónoma Metropolitana y en 1999 el Premio “Alfredo Sánchez Marroquín” por la Sociedad Mexicana de Biotecnología y Bioingeniería que se entrega de forma bienal a las mejores tesis de esas áreas.